# Ain't She Sweet (album)
Ain't She Sweet is een compilatiealbum van de Britse band The Beatles, samen met Tony Sheridan en de band The Swallows. Het album bevat een aantal nummers van Sheridan waarop hij wordt begeleid door de dan nog onbekende Beatles. Ook staat "Ain't She Sweet", een cover waarop enkel de groep te horen is, op het album, samen met acht opnames van The Swallows.

## Achtergrond
Ain't She Sweet werd uitgebracht door Atco Records om te profiteren van de populariteit van The Beatles. De groep nam in 1961 en 1962 zes nummers op in Hamburg als begeleidingsband van Tony Sheridan. De titeltrack, gezongen door John Lennon is een van de twee nummers die zij onder hun eigen naam opnamen gedurende deze sessies, die werden geproduceerd door Bert Kaempfert. Aangezien Atlantic Records, het moederbedrijf van Atco, alleen de rechten had voor de Sheridan/Beatles-opnamen van Polydor, werd de rest van het album gevuld met covers van The Beatles en andere nummers uit de Britse invasie, uitgevoerd door de onbekende band The Swallows.
De rechten van de andere vier in Hamburg opgenomen nummers waarop The Beatles te horen zijn, kwamen terecht bij MGM Records en waren in februari 1964 al uitgebracht op het album The Beatles with Tony Sheridan and Their Guests. Ook dit album werd aangevuld met nummers van andere artiesten. Alle acht nummers uit Hamburg waarop The Beatles te horen zijn werden datzelfde jaar door Polydor in Duitsland uitgebracht op het album The Beatles' First. Dit album werd in 1967 uitgebracht in het Verenigd Koninkrijk, terwijl in de Verenigde Staten in 1970 het album In the Beginning (Circa 1960) met deze tracks uitkwam.

## Tracks
Alle muziek en teksten zijn geschreven door Lennon-McCartney, tenzij anders aangegeven. Track 1 is uitgevoerd door The Beatles, tracks 2-4 door Tony Sheridan en The Beatles, en tracks 5-12 door The Swallows.. 
| Nr. | Titel                               | Schrijver(s)                             | Duur |
| --- | ----------------------------------- | ---------------------------------------- | ---- |
| 1.  | Ain't She Sweet                     | Milton Ager, Jack Yellen                 | 2:12 |
| 2.  | Sweet Georgia Brown                 | Ben Bernie, Kenneth Casey, Maceo Pinkard | 2:05 |
| 3.  | Take Out Some Insurance on Me, Baby | Charles Singleton, Waldenese Hall        | 2:52 |
| 4.  | Nobody's Child                      | Cy Coben, Mel Foree                      | 2:58 |
| 5.  | I Wanna Be Your Man                 |                                          | 1:49 |
| 6.  | She Loves You                       |                                          | 2:08 |

| Nr. | Titel                    | Schrijver(s)            | Duur |
| --- | ------------------------ | ----------------------- | ---- |
| 7.  | How Do You Do It?        | Mitch Murray            | 1:47 |
| 8.  | Please Please Me         |                         | 1:56 |
| 9.  | I'll Keep You Satisfied  |                         | 1:58 |
| 10. | I'm Telling You Now      | Freddie Garrity, Murray | 2:00 |
| 11. | I Want to Hold Your Hand |                         | 2:23 |
| 12. | From Me to You           |                         | 1:51 |